# Îles Week
Week (en espagnol : Islas Week) sont des îlots du Chili. 

## Géographie
Elles se situent dans le Sud-Ouest du Chili et sont totalement rocheuses. La plus grosse des îles à une superficie d'environ 59 km2.